# 다이나믹콩콩코믹스
《다이나믹콩콩코믹스》는 1980-90년대 일본의 만화와 애니메이션 관련 서적을 무단으로 표절해 출판했던 출판사의 브랜드이다. 쿤타맨, 용소야, 권법소년, 슈퍼로봇백과, 게임북을 발간한 출판사이다. 만화에는 공통적으로 성운아라는 유령작가의 이름을 사용하여 출간했으며 이들 시리즈는 드래곤볼이 출간되기 전까지 많은 인기를 얻으며 한 시대를 풍미했다. 웹툰 불암콩콩코믹스가 이 브랜드를 패러디한 것으로 알려져 있다.

## 참고 문헌
- 허, 지웅 (2014). “보고싶다, 용소야와 쿤타맨 - 다이나믹콩콩코믹스에 대한 단상”. 《오마이뉴스》.
- 이, 학후 (2013). “'미나문방구' 그 많던 추억은 어디로 갔을까”. 《OhmyStar》.